# Vénérand
Vénérand es una comuna francesa situada en el departamento de Charente Marítimo, en la región Nueva Aquitania. 

## Demografía
| 397 | 377 | 387 | 528 | 538 | 598 | 762 |
| Para los censos de 1962 a 1999 la población legal corresponde a la población sin duplicidades (Fuente: INSEE [Consultar]) |     |     |     |     |     |     |